# Asplenium boydstoniae
Asplenium boydstoniae är en svartbräkenväxtart som först beskrevs av Kerry Scott Walter, och fick sitt nu gällande namn av J. W. Short. Asplenium boydstoniae ingår i släktet Asplenium och familjen Aspleniaceae. Inga underarter finns listade.